# Persone di nome Giovanni/Compositori
| Questa pagina contiene informazioni ricavate automaticamente dalle voci biografiche con l'ausilio del template Bio e di un bot. L'aggiornamento è periodico e automatico e ricostruisce completamente la pagina. Se manca una persona in questa lista, sei pregato di non aggiungerla, ma accertati piuttosto che la sua voce biografica contenga il template Bio e che i dati anagrafici siano correttamente compilati. Se il template Bio manca, inseriscilo tu stesso o, in alternativa, metti l'avviso {{tmp\|Bio}} che ne segnala la mancanza. Se i dati riportati sono sbagliati, correggi direttamente la voce biografica; le modifiche saranno visibili in questa lista entro pochi giorni. Per chiarimenti vedi il progetto antroponimi. La lista contiene solo le 122 persone che sono citate nell'enciclopedia e per le quali è stato implementato correttamente il template Bio. Pagina aggiornata al 6 ago 2025. |

Questa è una lista di persone presenti nell'enciclopedia che hanno il nome Giovanni e sono compositori.

## A(7)
- Giovanni Henrico Albicastro, compositore tedesco (n. 1660 - † 1730)
- Giovanni Aldega, compositore italiano (Roma, n. 1815 - Monte San Giovanni Campano, † 1862)
- Giovanni Francesco Anerio, compositore e musicista italiano (Roma, n. 1569 - Graz, † 1630)
- Giovanni Andrea Angelini Bontempi, compositore italiano (Perugia, n. 1624 - Brufa, † 1705)
- Giovanni Animuccia, compositore italiano (Firenze - Roma, † 1571)
- Giovanni Antiga, compositore e organista italiano (Miane, n. 1878 - Nizza, † 1960)
- Giovanni Maria Artusi, compositore e teorico musicale italiano (Bologna, n. 1540 - † 1613)

## B(10)
- Giovanni Bassano, compositore italiano (n. 1558 - Venezia, † 1617)
- Giovanni Luigi Bazzoni, compositore italiano (Milano, n. 1816 - Parigi, † 1871)
- Giovanni Battista Benzoni, compositore italiano (Lodi - Piacenza, † 1744)
- Giovanni Bianchi, compositore italiano (Gorgonzola, n. 1758 - Gorgonzola, † 1829)
- Giovanni Bicilli, compositore e organista italiano (Roma - Roma, † 1705)
- Giovanni Bietti, compositore, pianista e musicologo italiano (Pasadena, n. 1965)
- Giovanni Bolzoni, compositore italiano (Parma, n. 1841 - Torino, † 1919)
- Giovanni Bononcini, compositore e violoncellista italiano (Modena, n. 1670 - Vienna, † 1747)
- Giovanni Battista Borghi, compositore italiano (Camerino, n. 1738 - Loreto, † 1796)
- Francesco Brusa, compositore e organista italiano (Venezia, n. 1700 - Venezia, † 1768)

## C(13)
- Giovanni Battista Candotti, compositore, organista e presbitero italiano (Codroipo, n. 1809 - Cividale del Friuli, † 1876)
- Giovanni Maria Capelli, compositore italiano (Parma, n. 1648 - Parma, † 1726)
- Giovanni Stefano Carbonelli, compositore italiano (Livorno, n. 1694 - Londra, † 1772)
- Giovanni Battista Casali, compositore italiano (Roma, n. 1715 - Roma, † 1792)
- Giovanni Maria Casini, compositore, organista e religioso italiano (Firenze, n. 1652 - Firenze, † 1719)
- Giovanni Battista Cervellini, compositore e organista italiano (Ceneda, n. 1735 - † 1801)
- Giovanni Paolo Cima, compositore e organista italiano (Milano)
- Giovanni Antonio Cirullo, compositore italiano (Andria - Andria)
- Giovanni Carlo Maria Clari, compositore italiano (Pisa, n. 1677 - Pisa, † 1754)
- Giovanni Paolo Colonna, compositore e organista italiano (Bologna, n. 1637 - Bologna, † 1695)
- Giovanni Luca Conforti, compositore italiano (Mileto, n. 1560 - † 1608)
- Giovanni Battista Costanzi, compositore e violoncellista italiano (Roma, n. 1704 - Roma, † 1778)
- Giovanni Croce, compositore italiano (Chioggia, n. 1557 - Venezia, † 1609)

## D(12)
- Giovanni D'Anzi, compositore italiano (Milano, n. 1906 - Santa Margherita Ligure, † 1974)
- Giovanni D'Aquila, compositore italiano (Grotte, n. 1966)
- Giovanni Battista Dalla Gostena, compositore, liutista e presbitero italiano (Voltri - Genova, † 1598)
- Giovanni de Macque, compositore francese (Valenciennes - † 1614)
- Giovanni de Marinis, compositore italiano (Bari)
- Gianni Dell'Orso, compositore, produttore discografico e editore italiano (Roma, n. 1941)
- Giovanni Battista Draghi, compositore e organista italiano (Rimini - Londra, † 1708)
- Giovanni Dragoni, compositore italiano (Meldola, n. 1540 - Roma, † 1598)
- Giovanni Pierluigi da Palestrina, compositore e organista italiano (Palestrina, n. 1525 - Roma, † 1594)
- Giovanni Battista Pergolesi, compositore, organista e violinista italiano (Jesi, n. 1710 - Pozzuoli, † 1736)
- Giovanni da Oppido, compositore e viaggiatore italiano (Oppido Lucano, n. 1070 - Tiro, † 1150)
- Giovanni Giacomo de Antiquis, compositore italiano (Bari - Bari)

## F(10)
- Giovanni Falorni, compositore e direttore di banda italiano (Pontedera, n. 1862 - Pontedera, † 1944)
- Giovanni Matteo Faà di Bruno, compositore italiano
- Giovanni Battista Ferrandini, compositore italiano (Venezia - Monaco di Baviera, † 1791)
- Giovanni Festa, compositore italiano
- Giovanni Pietro Flaccomio, compositore italiano (Milazzo - Torino, † 1617)
- Giovanni Stefano Fontana Morello, compositore, organista e presbitero italiano (Biella - Vercelli)
- Giovanni Battista Fontana, compositore e violinista italiano (Brescia, n. 1589 - Padova, † 1630)
- Jacopo Foroni, compositore e direttore d'orchestra italiano (Valeggio sul Mincio, n. 1824 - Stoccolma, † 1858)
- Domenico Freschi, compositore italiano (Bassano del Grappa, n. 1634 - Vicenza, † 1710)
- Giovanni Furno, compositore italiano (Capua, n. 1748 - Napoli, † 1837)

## G(13)
- Giovanni Gabrieli, compositore e organista italiano (Venezia, n. 1557 - Venezia, † 1612)
- Giovanni Pietro Gallo, compositore italiano (Bari)
- Giovanni Giacomo Gastoldi, compositore e cantante italiano (Caravaggio - Mantova, † 1609)
- Giovanni Gentile, compositore italiano (Olevano Romano)
- Giovanni Battista Gervasio, compositore italiano (Napoli, n. 1725 - Grenoble, † 1785)
- Giovanni Giannetti, compositore italiano (Napoli, n. 1869 - Rio de Janeiro, † 1934)
- Giovanni Giorgi, compositore italiano (forse Venezia - forse Lisbona, † 1762)
- Giovanni da Firenze, compositore italiano
- Giovanni Gonella, compositore italiano (Sassari, n. 1804 - Genova, † 1854)
- Giovanni Battista Gordigiani, compositore e baritono italiano (Mantova, n. 1795 - Praga, † 1871)
- Giovanni Battista Grazioli, compositore e organista italiano (Bogliaco, n. 1746 - Venezia, † 1820)
- Giovanni Lorenzo Gregori, compositore e violinista italiano (Lucca, n. 1663 - Lucca, † 1745)
- Giovanni Guaccero, compositore e musicologo italiano (Roma, n. 1966)

## K(1)
- Giovanni Kasman, compositore russo (Nižyn, n. 1886 - New York, † 1945)

## L(5)
- Giovanni Battista Lampugnani, compositore e clavicembalista italiano (Milano - Milano, † 1788)
- Giovanni Legrenzi, compositore e organista italiano (Clusone, n. 1626 - Venezia, † 1690)
- Giovanni Losavio, compositore e direttore d'orchestra italiano (Massafra, n. 1872 - Venezia, † 1956)
- Giovanni Lorenzo Lulier, compositore e musicista italiano (Roma - Roma, † 1700)
- Gaetano Luporini, compositore e docente italiano (Lucca, n. 1865 - Lucca, † 1948)

## M(8)
- Giovanni Francesco Maria Marchi, compositore italiano (Milano, n. 1689 - Milano, † 1740)
- Giovanni Francesco Marcorelli, compositore e organista italiano (Spello, n. 1610 - Hörbranz, † 1651)
- Giovanni Battista Mariani, compositore italiano (Fossombrone - Roma)
- Giovanni Mazzuoli, compositore e organista italiano (Firenze - † 1426)
- Giovanni Battista Mele, compositore italiano (Napoli - forse ivi)
- Lorenzo Minei, compositore italiano (Laterza, n. 1651 - Laterza, † 1719)
- Giovanni Mossi, compositore e violinista italiano (Roma, n. 1680 - Roma, † 1742)
- Giovanni Battista Mosto, compositore italiano (Udine - Alba Iulia, † 1596)

## N(3)
- Giovanni Maria Nanino, compositore e cantore italiano (Tivoli - Roma, † 1607)
- Giovanni Bernardino Nanino, compositore italiano (Vallerano, † 1618)
- Giovanni Cesare Netti, compositore e prete italiano (Putignano, n. 1649 - Napoli, † 1686)

## O(1)
- Giovanni Orsomando, compositore e direttore di banda italiano (Casapulla, n. 1895 - Roma, † 1988)

## P(12)
- Giovanni Pacini, compositore italiano (Catania, n. 1796 - Pescia, † 1867)
- Giovanni Maria Pagliardi, compositore italiano (Genova, n. 1637 - Firenze, † 1702)
- Giovanni Paisiello, compositore italiano (Taranto, n. 1740 - Napoli, † 1816)
- Giovanni Antonio Pandolfi Mealli, compositore italiano (Montepulciano, n. 1624)
- Giovanni Battista Pattoni, compositore italiano (Mantova - Mantova, † 1773)
- Giovanni Agostino Perotti, compositore e direttore di coro italiano (Vercelli, n. 1769 - Venezia, † 1855)
- Giovanni Domenico Perotti, compositore italiano (Vercelli, n. 1761 - † 1824)
- Giovanni Battista Pescetti, compositore e organista italiano (Venezia - Venezia, † 1766)
- Giovanni Picchi, compositore, organista e liutista italiano (forse Venezia - Venezia, † 1643)
- Giovanni Benedetto Platti, compositore e musicista italiano (Padova, n. 1697 - Würzburg, † 1763)
- Giovanni Porta, compositore italiano (Venezia, n. 1675 - Monaco di Baviera, † 1755)
- Giovanni Priuli, compositore e organista italiano (Venezia - Vienna, † 1629)

## Q(2)
- Giovanni Quaquerini, compositore italiano (Stradella, n. 1820 - Piacenza, † 1897)
- Giovanni Quirici, compositore e organista italiano (Arena Po, n. 1824 - Torino, † 1896)

## R(4)
- Giovanni Antonio Rigatti, compositore italiano (Venezia, n. 1613 - Venezia, † 1648)
- Giovanni Alberto Ristori, compositore e organista italiano (n. 1692 - Dresda, † 1753)
- Giovanni Maria Ruggieri, compositore italiano (Venezia, † 1714)
- Giovanni Marco Rutini, compositore e clavicembalista italiano (Firenze, n. 1723 - Firenze, † 1797)

## S(10)
- Giovanni Maria Sabino, compositore e organista italiano (Turi, n. 1588 - Napoli, † 1649)
- Giovanni Salvatore, compositore e organista italiano (Castelvenere, n. 1611 - Napoli)
- Giovanni Salviucci, compositore e critico musicale italiano (Roma, n. 1907 - Roma, † 1937)
- Giovanni Battista Sammartini, compositore, organista e direttore d'orchestra italiano (Milano - Milano, † 1775)
- Giovanni Felice Sances, compositore italiano (Roma - Vienna, † 1679)
- Giovanni Scapecchi, compositore italiano (Arezzo, n. 1977)
- Giovanni Sebenico, compositore, organista e tenore italiano (Corbolone, n. 1640 - Corbolone, † 1705)
- Nello Segurini, compositore, direttore d'orchestra e attore italiano (Milano, n. 1910 - Roma, † 1988)
- Giovanni Sollima, compositore e violoncellista italiano (Palermo, n. 1962)
- Giovanni Spezzaferri, compositore italiano (Lecce, n. 1888 - Lodi, † 1963)

## T(3)
- Giovanni Antonio Terzi, compositore e liutista italiano (Bergamo)
- Giovanni Maria Trabaci, compositore e organista italiano (Montepeloso, n. 1575 - Napoli, † 1647)
- Giovanni Battista Trabattone, compositore italiano (Ivrea - † 1682)

## V(8)
- Giovanni Battista Vacchelli, compositore e organista italiano (Rubiera)
- Giovanni Valentini, compositore italiano (forse Roma - Napoli, † 1804)
- Giovanni Veneziano, compositore italiano (Napoli, n. 1683 - Napoli, † 1742)
- Giovanni Venosta, compositore e pianista italiano (Udine, n. 1961)
- Giovanni Verocai, compositore e violinista italiano (Venezia - Brunswick, † 1745)
- Giovanni Verrando, compositore italiano (San Remo, n. 1965)
- Giovanni Battista Viotti, compositore e violinista italiano (Fontanetto Po, n. 1755 - Londra, † 1824)
- Giovanni Battista Vitali, compositore e violinista italiano (Bologna, n. 1632 - Modena, † 1692)